# Pasmo Bziany
Pasmo Bziany – pasmo górskie w południowej części pogórza przemyskiego, najwyższym szczytem jest góra Bziana (578 m n.p.m.). Według niektórych podziałów regionalizacyjnych pasmo zaliczane jest do Gór Sanocko-Turczańskich.

## Topografia
Pasmo ciągnie się lekkim łukiem na linii północny zachód – południowy wschód. Na północy graniczy, poprzez dolinę Leszczawki, z południowo-wschodnią małą odnogą Pasma Wysokiego. Na wschodzie, poprzez dolinę Stupnicy, z Pasmem Kiczerki, dalej na południe, poprzez Przełęcz Krzywe (451 m n.p.m.), z Pasmem Krzemienia. Na południowym wschodzie i południu (przez Przełęcz Roztoka (519 m n.p.m.) z pasmem Chwaniów Gór Sanocko-Turczańskich, a na zachodzie z głównym grzbietem Pasma Wysokiego.

## Opis
W porównaniu z innymi pasmami pogórza przemyskiego, Pasmo Bziany jest tylko częściowo zalesione. U północnego podnóża pasma położona jest wieś Leszczawa Dolna, a na zachód od Bziany wieś Kuźmina. Pomiędzy Bzianą (578 m n.p.m.), a bezimiennym szczytem o wysokości 551 m n.p.m., na wysokości około 460 m n.p.m. znajdują się źródła Stupnicy. Większość szczytów jest bezimienna, z wyjątkiem góry Tyrawskie (481 m n.p.m.), w północnej części pasma.

## Szlaki turystyczne
Czerwony Szlak Przemysko–Sanocki